# Claire Cooper
Claire Elizabeth Cooper (Halifax, 26 ottobre 1980) è un'attrice televisiva britannica.

## Filmografia parziale
- Waking the Dead - serie TV; 2 episodi (2004)
- Hollyoaks - serie TV; 529 episodi (2007-2013)
- Hollyoaks Later - serie TV; 5 episodi (2009)
- A.D. - La Bibbia continua (A.D. The Bible Continues) - serie TV; 6 episodi (2015)
- Snatch - serie TV; 8 episodi (2017-2018)
- Knightfall - serie TV; 6 episodi (2019)
- Inverso - The Peripheral (The Peripheral) - serie TV; 3 episodi (2022)

## Premi
- British Soap Awards
  - 2013: "Best Actress" (Hollyoaks)